# 栃木市立大宮北小学校
栃木市立大宮北小学校（とちぎしりつ おおみやきたしょうがっこう）は、栃木県栃木市大宮町にある公立小学校。

## 通学区域
旧大宮村域の北部に相当する地区が大宮北小学校の学区となっている。
- 栃木市
  - 平柳町2-3丁目[1]
  - 大宮町の一部
  - 今泉町1-2丁目
  - 国府町の一部

## 周辺
- 栃木市役所大宮出張所
- 栃木警察署大宮町駐在所
- おおみや幼稚園
- ひがしのもり保育所

## 交通
- 東武鉄道宇都宮線・日光線 新栃木駅より約1.3km

## 主な出身者
- 澤村拓一（プロ野球選手、読売ジャイアンツ所属）